# Prva savezna liga Jugoslavije u nogometu 1966./67.
Prvenstvo Jugoslavije u nogometu za sezonu 1966./67. bilo je trideset i osmo po redu najviše nogometno natjecanje u Jugoslaviji, dvadeset i prvo poslijeratno, koje je započelo 20. kolovoza 1966. i završilo 2. srpnja 1967.

Prvak je postao bosanskohercegovački klub, FK Sarajevo, što im je bio prvi naslov. Presudio je remi 0:0 pretposljednjeg dana u Zagrebu protiv Dinama, koji je omogućio Bosancima da zadrže prednost od dva boda.

Najbolji strijelac bio je Mustafa Hasanagić iz FK Partizan s 18 golova.
Bio je to prvi put da je jedna jugoslavenska momčad osvojila europski kup: u finalu Kupa velesajamskih gradova, Dinamo Zagreb je u finalu svladao Leeds United 2:0 i 0:0.
Prethodne sezone Čelik se borio protiv Slobode iz Tuzle za plasman u Prvu ligu. Milan Relić, koji je u međuvremenu iz Čelika prešao u Šibenik, priznao je namještaj između svoje dvije momčadi kako bi osigurao plasman Zeničanima. Činjenica je otkrivena nakon što je sezona 1966./67. već počela, pa je Čelik dobio kaznu od 4 boda umjesto da propusti promociju.

## Sustav natjecanja
Igralo se u dvije faze. Momčadi su međusobno igrale dvokružni ligaški sustav. Igrala se po jedna utakmica na domaćem i gostujućem terenu.  Prvakom je postala momčad koja je sakupila najviše bodova u skupini za prvaka (pobjeda = 2 boda, neodlučeni ishod = 1 bod, poraz = bez bodova).
Pravila koje su određivala poredak na ljestvici su bila: 1) broj osvojenih bodova, 2) gol-razlika, 3) baraž

## Formiranje lige
U obzir ulazi 14 najbolje plasiranih iz prethodne sezone, plus pobjednici dviju skupina Druge savezne lige 1965./66.
- Iz Prve savezne lige natjecali su se Vojvodina, Dinamo Zagreb, Velež Mostar, Rijeka, Crvena zvezda, OFK Beograd, Radnički Niš, Olimpija Ljubljana, Sarajevo, Vardar Skoplje, Partizan, Željezniča, Hajduk Split i Zagreb
- Iz Druge savezne lige: Čelik Zenica (pobjednik zapadne skupine) i Sutjeska Nikšić (pobjednik istočne skupine)

## Sudionici
| Slovenija       | Hrvatska                                    | Bosna i Hercegovina                              | Srbija      | Srbija                                                  | Srbija  | Crna Gora      | Makedonija   |
| Slovenija       | Hrvatska                                    | Bosna i Hercegovina                              | Vojvodina   | Središnja Srbija                                        | Kosovo  | Crna Gora      | Makedonija   |
| --------------- | ------------------------------------------- | ------------------------------------------------ | ----------- | ------------------------------------------------------- | ------- | -------------- | ------------ |
| - Olimpija (LJ) | - Dinamo (Z) - Hajduk (S) - Rijeka - Zagreb | - Čelik (Z) - Sarajevo - Velež (M) - Željezničar | - Vojvodina | - Crvena zvezda - OFK Beograd - Partizan - Radnički Niš | - nitko | - Sutjeska (N) | - Vardar (S) |

- NK Čelik, Zenica
- FK Crvena zvezda, Beograd
- NK Dinamo, Zagreb
- NK Hajduk, Split
- Omladinski FK, Beograd
- NK Olimpija, Ljubljana
- FK Partizan, Beograd
- FK Radnički Niš, Niš
- NK Rijeka, Rijeka
- FK Sarajevo, Sarajevo
- FK Sutjeska, Nikšić
- FK Vardar, Skoplje
- FK Velež, Mostar
- FK Vojvodina, Novi Sad
- NK Zagreb, Zagreb
- FK Željezničar, Sarajevo

## Ljestvica
| mj.     | klub               | ut. | pob. | ner. | por. | gol+ | gol- | gr  | bod     |
| ------- | ------------------ | --- | ---- | ---- | ---- | ---- | ---- | --- | ------- |
| 1.      | Sarajevo           | 30  | 18   | 6    | 6    | 51   | 29   | +22 | 42      |
| 2.      | Dinamo Zagreb      | 30  | 15   | 10   | 5    | 42   | 21   | +21 | 40      |
| 3.      | Partizan           | 30  | 14   | 10   | 6    | 52   | 28   | +24 | 38      |
| 4.      | Vojvodina          | 30  | 12   | 9    | 9    | 40   | 39   | +1  | 33      |
| 5.      | Crvena zvezda      | 30  | 12   | 8    | 10   | 53   | 46   | +7  | 32      |
| 6.      | Željezničar        | 30  | 14   | 4    | 12   | 43   | 42   | +1  | 32      |
| 7.      | Hajduk Split       | 30  | 12   | 7    | 11   | 43   | 28   | +15 | 31      |
| 8.      | Vardar Skoplje     | 30  | 13   | 5    | 12   | 41   | 44   | –3  | 31      |
| 9.      | Radnički Niš       | 30  | 13   | 4    | 13   | 32   | 35   | –3  | 30      |
| 10.     | Velež Mostar       | 30  | 9    | 10   | 11   | 35   | 41   | –6  | 28      |
| 11.     | Rijeka             | 30  | 9    | 9    | 12   | 37   | 39   | –2  | 27      |
| 12.     | Zagreb             | 30  | 10   | 7    | 13   | 34   | 48   | –14 | 27      |
| 13.     | OFK Beograd        | 30  | 8    | 7    | 15   | 36   | 37   | –1  | 23      |
| 14.     | Olimpija Ljubljana | 30  | 9    | 5    | 16   | 33   | 47   | –14 | 23      |
| 15.     | Sutjeska Nikšić    | 30  | 8    | 6    | 16   | 30   | 58   | –28 | 22      |
| 16.     | Čelik Zenica       | 30  | 7    | 7    | 16   | 20   | 40   | –20 | 17 (–4) |
|         |                    |     |      |      |      |      |      |     |         |
| Izvori: |                    |     |      |      |      |      |      |     |         |

|  | Sarajevo je prvak Jugoslavije i plasirao se na Kup prvaka 1967./68.                          |
|  | Dinamo Zagreb, Partizan i Vojvodina pozvani su u Kup velesajamskih gradova 1967./68.         |
|  | Hajduk Split osvaja Kup Jugoslavije i plasirao se u Europski kup pobjednika kupova 1967./68. |
|  | Sutjeska Nikšić i Čelik Zenica ispali su u Drugu saveznu ligu                                |

## Rezultati
| 1966./67. | 1966./67.          | SAR | DIN | PAR | VOJ | C.Z | ŽEL | HAJ | VAR | RAD | VEL | RIJ | ZAG | OFK | OLI | SUT | ČEL |
| 1.        | Sarajevo           |     | 1:1 | 1:1 | 3:1 | 1:0 | 2:0 | 0:0 | 2:1 | 1:0 | 1:1 | 2:0 | 2:3 | 3:1 | 2:1 | 1:0 | 5:2 |
| 2.        | Dinamo Zagreb      | 0:0 |     | 3:1 | 0:2 | 2:1 | 0:0 | 1:1 | 2:0 | 1:0 | 1:1 | 3:1 | 3:1 | 1:0 | 3:1 | 3:0 | 2:2 |
| 3.        | Partizan           | 2:1 | 0:0 |     | 0:1 | 1:1 | 1:0 | 1:0 | 1:1 | 5:1 | 1:1 | 1:0 | 7:0 | 1:0 | 4:1 | 4:1 | 4:0 |
| 4.        | Vojvodina          | 4:2 | 2:0 | 0:1 |     | 2:2 | 0:0 | 1:0 | 3:1 | 0:0 | 1:1 | 1:1 | 1:1 | 1:0 | 1:0 | 2:0 | 1:1 |
| 5.        | Crvena zvezda      | 1:3 | 0:1 | 3:2 | 2:0 |     | 2:3 | 2:2 | 3:2 | 2:3 | 2:0 | 2:2 | 3:1 | 1:1 | 5:1 | 2:2 | 3:2 |
| 6.        | Željezničar        | 0:2 | 2:1 | 0:3 | 0:1 | 3:4 |     | 3:1 | 1:0 | 2:0 | 4:1 | 2:0 | 2:1 | 2:1 | 3:0 | 3:1 | 1:0 |
| 7.        | Hajduk Split       | 0:1 | 0:0 | 2:1 | 1:2 | 1:0 | 2:3 |     | 6:0 | 0:1 | 4:1 | 1:0 | 2:1 | 4:1 | 2:1 | 5:1 | 3:0 |
| 8.        | Vardar Skoplje     | 1:1 | 0:1 | 4:2 | 2:1 | 3:2 | 2:0 | 1:0 |     | 3:1 | 1:1 | 0:0 | 1:0 | 3:1 | 2:1 | 4:0 | 0:1 |
| 9.        | Radnički Niš       | 1:0 | 0:1 | 0:0 | 4:1 | 3:1 | 1:1 | 1:0 | 1:2 |     | 2:0 | 1:0 | 1:3 | 1:0 | 3:0 | 1:0 | 1:0 |
| 10.       | Velež Mostar       | 1:0 | 0:1 | 1:1 | 5:3 | 1:1 | 1:0 | 1:2 | 3:0 | 1:0 |     | 2:1 | 1:1 | 0:3 | 3:1 | 0:0 | 3:0 |
| 11.       | Rijeka             | 0:4 | 3:2 | 1:1 | 5:1 | 2:1 | 2:0 | 0:2 | 2:2 | 3:1 | 1:2 |     | 1:1 | 3:1 | 0:0 | 2:0 | 2:0 |
| 12.       | Zagreb             | 0:1 | 0:3 | 2:1 | 0:0 | 0:0 | 2:3 | 1:1 | 1:3 | 2:1 | 3:2 | 0:0 |     | 1:0 | 3:2 | 2:1 | 1:0 |
| 13.       | OFK Beograd        | 3:1 | 0:0 | 1:1 | 2:0 | 0:2 | 4:0 | 0:0 | 4:1 | 0:1 | 2:0 | 4:2 | 1:2 |     | 0:0 | 1:1 | 2:0 |
| 14.       | Olimpija Ljubljana | 1:2 | 2:1 | 0:1 | 2:2 | 0:1 | 3:2 | 1:0 | 2:0 | 1:1 | 2:0 | 0:2 | 2:0 | 2:2 |     | 3:0 | 1:0 |
| 15.       | Sutjeska Nikšić    | 2:3 | 0:5 | 2:2 | 1:5 | 2:3 | 2:1 | 1:1 | 1:0 | 4:1 | 1:0 | 2:1 | 2:1 | 1:0 | 2:1 |     | 0:1 |
| 16.       | Čelik Zenica       | 1:3 | 0:0 | 0:1 | 2:0 | 0:1 | 2:2 | 1:0 | 0:1 | 1:0 | 1:1 | 0:0 | 1:0 | 2:1 | 0:1 | 0:0 |     |

| 1. kolo 20. 8. 1966. Crvena zvezda – Čelik 3:2 (1:1) 21. 8. 1966. Olimpija – Velež 2:0 (1:0) Zagreb – Hajduk 1:1 (1:0) Radnički (N) – Partizan 0:0 Rijeka – Željezničar 2:0 (1:0) Sarajevo – Sutjeska 1:0 (1:0) OFK Beograd – Dinamo 0:0 Vojvodina – Vardar 3:1 (1:0) 2. kolo 28. 8. 1966. Velež – Vardar 3:0 (0:0) Dinamo – Vojvodina 0:2 (0:1) Čelik – OFK Beograd 2:1 (1:1) Sutjeska – Crvena zvezda 2:3 (2:2) Željezničar – Sarajevo 0:2 (0:0) Partizan – Rijeka 1:0 (0:0) Hajduk – Radnički (N) 0:1 (0:0) Olimpija – Zagreb 2:0 (2:0) 3. kolo 3. 9. 1966. OFK Beograd – Sutjeska 1:1 (1:0) 4. 9. 1966. Zagreb – Velež 3:2 (2:1) Radnički (N) – Olimpija 3:0 (3:0) Rijeka – Hajduk 0:2 (0:0) Sarajevo – Partizan 1:1 (1:0) Crvena zvezda – Željezničar 2:3 (1:0) Vardar – Dinamo 0:1 (0:0) Vojvodina – Čelik 1:1 (0:1) 4. kolo 11. 9. 1966. Velež – Dinamo 0:1 (0:0) Čelik – Vardar 0:1 (0:1) Sutjeska – Vojvodina 1:5 (1:2) Željezničar – OFK Beograd 2:1 (2:0) Partizan – Crvena zvezda 1:1 (1:0) Hajduk – Sarajevo 0:1 (0:0) Olimpija – Rijeka 0:2 (0:1) Zagreb – Radnički (N) 2:1 (1:1) 5. kolo 24. 9. 1966. Crvena zvezda – Hajduk 2:2 (1:0) 25. 9. 1966. Radnički (N) – Velež 2:0 (0:0) Rijeka – Zagreb 1:1 (0:0) Sarajevo – Olimpija 2:0 (1:0) OFK Beograd – Partizan 1:1 (0:1) Vojvodina – Željezničar 0:0 Vardar – Sutjeska 4:0 (1:0) Dinamo – Čelik 2:2 (1:1) 6. kolo 2. 10. 1966. Velež – Čelik 3:0 (1:0) Sutjeska – Dinamo 0:5 (0:4) Željezničar – Vardar 1:0 (0:0) Partizan – Vojvodina 0:1 (0:0) Hajduk – OFK Beograd 4:1 (1:1) Olimpija – Crvena zvezda 0:1 (0:1) Zagreb – Sarajevo 0:1 (0:0) Radnički (N) – Rijeka 1:0 (1:0) 7. kolo 8. 10. 1966. OFK Beograd – Olimpija 0:0 9. 10. 1966. Rijeka – Velež 1:2 (0:1) Sarajevo – Radnički (N) 1:0 (1:0) Crvena zvezda – Zagreb 3:1 (1:0) Vojvodina – Hajduk 1:0 (1:0) Vardar – Partizan 4:2 (0:1) Dinamo – Željezničar 0:0 Čelik – Sutjeska 0:0 8. kolo 16. 10. 1966. Željezničar – Čelik 1:0 (1:0) Partizan – Dinamo 0:0 Hajduk – Vardar 6:0 (3:0) Olimpija – Vojvodina 2:2 (1:1) Zagreb – OFK Beograd 1:0 (0:0) Radnički (N) – Crvena zvezda 3:1 (2:1) Rijeka – Sarajevo 0:4 (0:2) Velež – Sutjeska 0:0 9. kolo 22. 10. 1966. Crvena zvezda – Rijeka 2:2 (1:2) 23. 10. 1966. Sutjeska – Željezničar 2:1 (0:0) Sarajevo – Velež 1:1 (0:0) OFK Beograd – Radnički (N) 0:1 (0:0) Vojvodina – Zagreb 1:1 (1:0) Vardar – Olimpija 2:1 (2:1) Dinamo – Hajduk 1:1 (0:1) Čelik – Partizan 0:1 (0:0) 10. kolo 30. 10. 1966. Velež – Željezničar 1:0 (0:0) Partizan – Sutjeska 4:1 (1:0) Hajduk – Čelik 3:0 (0:0) Olimpija – Dinamo 2:1 (1:1) Zagreb – Vardar 1:3 (0:1) Radnički (N) – Vojvodina 4:1 (1:0) Rijeka – OFK Beograd 3:1 (2:0) Sarajevo – Crvena zvezda 1:0 (0:0) 11. kolo 12. 11. 1966. OFK Beograd – Sarajevo 3:1 (0:1) 13. 11. 1966. Crvena zvezda – Velež 2:0 (2:0) Vojvodina – Rijeka 1:1 (1:1) Vardar – Radnički (N) 3:1 Dinamo – Zagreb 3:1 (1:0) Čelik – Olimpija 0:1 (0:1) Sutjeska – Hajduk 1:1 (1:1) Željezničar – Partizan 0:3 (0:2) 12. kolo 20. 11. 1966. Crvena zvezda – OFK Beograd 1:1 (0:1) Velež – Partizan 1;1 (0:0) Hajduk – Željezničar 2:3 (2:3) Olimpija – Sutjeska 3:0 (0:0) Zagreb – Čelik 1:0 (1:0) Radnički (N) – Dinamo 0:1 (0:0) Rijeka – Vardar 2:2 (1:1) Sarajevo – Vojvodina 3:1 (1:1) 13. kolo 26. 11. 1966. OFK Beograd – Velež 2:0 (1:0) Dinamo – Rijeka 3:1 (1:0) 27. 11. 1966. Vojvodina – Crvena zvezda 2:2 (1:0) Vardar – Sarajevo 1:1 (0:0) Čelik – Radnički (N) 1:0 (0:0) Sutjeska – Zagreb 2:1 (1:1) Željezničar – Olimpija 3:0 (3:0) Partizan – Hajduk 1:0 (0:0) 14. kolo 3. 12. 1966. Crvena zvezda – Vardar 3:2 (1:1) 4. 12. 1966. OFK Beograd – Vojvodina 2:0 (0:0) Velež – Hajduk 1:2 (0:1) Olimpija – Partizan 0:1 (0:0) Radnički (N) – Sutjeska 1:0 (1:0) Rijeka – Čelik 2:0 (1:0) Sarajevo – Dinamo 1:1 (1:0) Zagreb – Željezničar 2:3 15. kolo 11. 12. 1966. Vojvodina – Velež 1:1 (0:1) Vardar – OFK Beograd 3:1 (2:1) Dinamo – Crvena zvezda 2:1 (1:0) Čelik – Sarajevo 1:3 (1:0) Sutjeska – Rijeka 2:1 (0:0) Željezničar – Radnički (N) 2:0 (0:0) Partizan – Zagreb 7:0 (1:0) Hajduk – Olimpija 2:1 (0:1) | 16. kolo 5. 3. 1967. Dinamo – OFK Beograd 1:0 (1:0) Partizan – Radnički (N) 5:1 (2:0) Velež – Olimpija 3:1 (2:0) Čelik – Crvena zvezda 0:1 (0:1) Hajduk – Zagreb 2:1 (1:0) Željezničar – Rijeka 2:0 (0:0) Sutjeska – Sarajevo 2:3 (0:0) Vardar – Vojvodina 2:1 (2:1) 17. kolo 11. 3. 1967. OFK Beograd – Čelik 2:0 (2:0) 12. 3. 1967. Vardar – Velež 1:1 (0:0) Vojvodina – Dinamo 2:0 (1:0) Sarajevo – Željezničar 2:0 (1:0) Rijeka – Partizan 1:1 (0:0) Radnički (N) – Hajduk 1:0 (1:0) Zagreb – Olimpija 3:2 (0:1) Crvena zvezda – Sutjeska 2:2 (2:2) 18. kolo 19. 3. 1967. Partizan – Sarajevo 2:1 (1:1) Velež – Zagreb 1:1 (1:0) Olimpija – Radnički (N) 1:1 (1:0) Hajduk – Rijeka 1:0 (1:0) Željezničar – Crvena zvezda 3:4 (0:1) Sutjeska – OFK Beograd 1:0 (0:0) Čelik – Vojvodina 2:0 (1:0) Dinamo – Vardar 2:0 (1:0) 19. kolo 25. 3. 1967. Dinamo – Velež 1:1 (1:0) OFK Beograd – Željezničar 4:0 (2:0) 26. 3. 1967. Crvena zvezda – Partizan 3:2 (2:2) Vardar – Čelik 0:1 (0:0) Sarajevo – Hajduk 0:0 Rijeka – Olimpija 0:0 Radnički (N) – Zagreb 1:3 (1:1) Vojvodina – Sutjeska 2:0 (2:0) 20. kolo 1. 4. 1967. Zagreb – Rijeka 0:0 2. 4. 1967. Velež – Radnički (N) 1:0 (0:0) Hajduk – Crvena zvezda 1:0 (0:0) Partizan – OFK Beograd 1:0 (1:0) Željezničar – Vojvodina 0:1 (0:1) Sutjeska – Vardar 1:0 (0:0) Čelik – Dinamo 0;0 Olimpija – Sarajevo 1:2 (1:1) 21. kolo 8. 4. 1967. Crvena zvezda – Olimpija 5:1 (1:1) Dinamo – Sutjeska 3:0 (0:0) 9. 4. 1967. Čelik – Velež 1:1 (1:1) Vardar – Željezničar 2:0 (0:0) OFK Beograd – Hajduk 0:0 Sarajevo – Zagreb 2:3 (1:1) Rijeka – Radnički (N) 3:1 (1:0) Vojvodina – Partizan 0:1 (0:1) 22. kolo 15. 4. 1967. Zagreb – Crvena zvezda 0:0 16. 4. 1967. Hajduk – Vojvodina 1:2 (0:1) Partizan – Vardar 1:1 (1:0) Velež – Rijeka 2:1 (1:1) Radnički (N) – Sarajevo 1:0 (1:0) Olimpija – OFK Beograd 2:2 (0:0) Željezničar – Dinamo 2:1 (1:0) Sutjeska – Čelik 0:1 (0:1) 23. kolo 6. 5. 1967. Crvena zvezda – Radnički (N) 2:3 (1:2) 7. 5. 1967. OFK Beograd – Zagreb 1:2 (0:1) Sutjeska – Velež 1:0 (1:0) Čelik – Željezničar 2:2 (1:0) Dinamo – Partizan 3:1 (2:0) Vardar – Hajduk 1:0 (1:0) Vojvodina – Olimpija 1:0 (1:0) Sarajevo – Rijeka 2:0 (2:0) 24. kolo 21. 5. 1967. Velež – Sarajevo 1:0 (0:0) Rijeka – Crvena zvezda 2:1 (1:1) Radnički (N) – OFK Beograd 1:0 (0:0) Zagreb – Vojvodina 0:0 Olimpija – Vardar 2:0 (1:0) Hajduk – Dinamo 0:0 Partizan – ĆELIK 4:0 (2:0) Željezničar – Sutjeska 3:1 (2:0) 25. kolo 28. 5. 1967. Crvena zvezda – Sarajevo 1:3 (1:2) Željezničar – Velež 4:1 (4:0) Sutjeska – Partizan 2:2 (1:0) Čelik – Hajduk 1:0 (1:0) Dinamo – Olimpija 3:0 (0:0) Vardar – Zagreb 1:0 (0:0) OFK Beograd – Rijeka 4:2 (3:1) Vojvodina – Radnički (N) 0:0 26. kolo 3. 6. 1967. Zagreb – Dinamo 0:3 (0:1) 4. 6. 1967. Velež – Crvena zvezda 1:1 (0:0) Rijeka – Vojvodina 5:1 (1:0) Radnički (N) – Vardar 1:2 (0:1) Olimpija – Čelik 1:0 (1:0) Hajduk – Sutjeska 5:1 (4:1) Partizan – Željezničar 1:0 (0:0) Sarajevo – OFK Beograd 3:1 (2:0) 27. kolo 10. 6. 1967. Partizan – Velež 1:1 (0:0) 11. 6. 1967. Željezničar – Hajduk 3:1 (1:1) Sutjeska – Olimpija 2:1 (1:1) Čelik – Zagreb 1:0 (0:0) Dinamo – Radnički (N) 1:0 (0:0) Vardar – Rijeka 0:0 OFK Beograd – Crvena zvezda 0:2 (0:1) Vojvodina – Sarajevo 4:2 (4:1) 28. kolo 18. 6. 1967. Velež – OFK Beograd 0:3 (0:1) Crvena zvezda – Vojvodina 2:0 (0:0) Sarajevo – Vardar 2:1 (2:1) Rijeka – Dinamo 3:2 (2:1) Radnički (N) – Čelik 1:0 (0:0) Zagreb – Sutjeska 2:1 (1:0) Olimpija – Željezničar 3:2 (2:1) Hajduk – Partizan 2:1 (0:0) 29. kolo 25. 6. 1967. Hajduk – Velež 4:1 (1:1) Partizan – Olimpija 4:1 (2:1) Željezničar – Zagreb 2:1 (1:1) Sutjeska – Radnički (N) 4:1 (1:1) Čelik – Rijeka 0:0 Dinamo – Sarajevo 0:0 Vardar – Crvena zvezda 3:2 (3:2) Vojvodina – OFK Beograd 1:0 (1:0) 30. kolo 2. 7. 1967. Velež – Vojvodina 5:3 (1:3) Crvena zvezda – Dinamo 0:1 (0:0) Zagreb – Partizan 2:1 (1:1) OFK Beograd – Vardar 4:1 (2:0) Olimpija – Hajduk 1:0 (0:0) Rijeka – Sutjeska 2:0 (0:0) Sarajevo – Čelik 5:2 (4:2) Radnički (N) – Željezničar 1:1 (0:0) |

## Prvaci
FK Sarajevo
treneri: Miroslav Brozović
Popis igrača s brojem odigranih ligaških utakmica i brojem postignutih ligaških pogodaka:
Boško Antić (30/14)
Milenko Bajić (30/0)
Mirsad Fazlagić (30/0)
Fahrudin Prljača (29/5)
Sead Jesenković (29/0)
Boško Prodanović (29/10)
Vahidin Musemić (25/16)
Sreten Šiljkut (25/3)
Ibrahim Sirćo (vratar) (25/0)
Fuad Muzurović (23/0)
Stjepan Blažević (20/0)
Ibrahim Biogradlić (15/0)
Dragan Vujanović (9/1)
Asim Ferhatović (8/0)
Refik Muftić (vratar) (5/0)
Sreten Dilberović (4/0)
Anton Mandić (3/0)
Svetozar Vujović (2/0)
Osman Maglajlija (1/0)
Miodrag Makić (1/0)
Izvori:

## Statistika

### Ljestvica strijelaca
| Pl. | Ime               | Klub          | Pogodaka |
| --- | ----------------- | ------------- | -------- |
| 1.  | Mustafa Hasanagić | Partizan      | 18       |
| 2.  | Josip Bukal       | Željezničar   | 17       |
| 3.  | Vahidin Musemić   | Sarajevo      | 16       |
| 4.  | Vojin Lazarević   | Crvena zvezda | 15       |
| 5.  | Boško Antić       | Sarajevo      | 14       |
| 6.  | Dragan Džajić     | Crvena zvezda | 13       |
| 6.  | Slaven Zambata    | Dinamo Zagreb | 13       |
| 8.  | Slobodan Santrač  | OFK Beograd   | 12       |

### Broj gledatelja i golova
| Jesenski dio                                                                    | Jesenski dio | Jesenski dio |  | Proljetni dio | Proljetni dio | Proljetni dio |
| Kolo                                                                            | Golova       | Gledatelja   |  | Kolo          | Golova        | Gledatelja    |
| ------------------------------------------------------------------------------- | ------------ | ------------ |  | ------------- | ------------- | ------------- |
| I.                                                                              | 16           | 103.000      |  | XVI.          | 25            | 118.000       |
| II.                                                                             | 19           | 116.000      |  | XVII.         | 20            | 121.000       |
| III.                                                                            | 22           | 117.000      |  | XVIII.        | 20            | 108.000       |
| IV.                                                                             | 19           | 126.000      |  | XIX.          | 18            | 130.500       |
| V.                                                                              | 21           | 101.000      |  | XX.           | 8             | 69.000        |
| VI.                                                                             | 18           | 103.000      |  | XXI.          | 23            | 72.000        |
| VII.                                                                            | 15           | 97.000       |  | XXII.         | 17            | 90.000        |
| VIII.                                                                           | 20           | 109.000      |  | XXIII.        | 21            | 96.500        |
| IX.                                                                             | 18           | 127.000      |  | XXIV.         | 15            | 67.000        |
| X.                                                                              | 26           | 82.000       |  | XXV.          | 25            | 85.000        |
| XI.                                                                             | 22           | 73.000       |  | XXVI.         | 26            | 61.000        |
| XII.                                                                            | 22           | 54.000       |  | XXVII.        | 19            | 52.000        |
| XIII.                                                                           | 20           | 70.500       |  | XXVIII.       | 25            | 65.500        |
| XIV.                                                                            | 21           | 67.500       |  | XXIX.         | 24            | 68.000        |
| XV.                                                                             | 28           | 84.500       |  | XXX.          | 29            | 90.000        |
| Ukupno: 622 golova (2,59 po utakmici) 2.724.000 gledatelja (11.350 po utakmici) |              |              |  |               |               |               |
| Izvori:                                                                         |              |              |  |               |               |               |

## Poveznice
- Druga savezna liga 1966./67.
- Treći rang prvenstva Jugoslavije 1966./67.
- Kup maršala Tita 1966./67.

## Vanjske poveznice
- historical-lineups.com: Godišnjak 1966-67
- historical-lineups.com: Statistika 1966-1968
- Eu-football.info